# Гептакозановая кислота
Гептакозановая кислота  (Гептакоциловая кислота) CH3(CH2)25COOH — одноосновная предельная карбоновая кислота.

## Нахождение в природе и использование
Как и большинство длинноцепочечных жирных кислот с нечётным числом атомов углерода гептакозановая кислота в природе встречается в редких случаях и в низких концентрациях.
Гептакозановая кислота присутствует в древесине бразильского кустарника муира-пуама (Ptychopetalum olacoides Benth), в  масле перуанского перца (Schinus molle) и бразильского перца (S. terebinthifolius), в соке эвкалипта гибрида Eucalyptus urograndis.
Входит одним из многих составляющих в сложные биологически активные добавки растительного происхождения.